# Prodasineura doisuthepensis
Prodasineura doisuthepensis là loài chuồn chuồn trong họ Platycnemididae. Loài này được Hoess mô tả khoa học đầu tiên năm 2007.